# Emile Biayenda (Musiker)

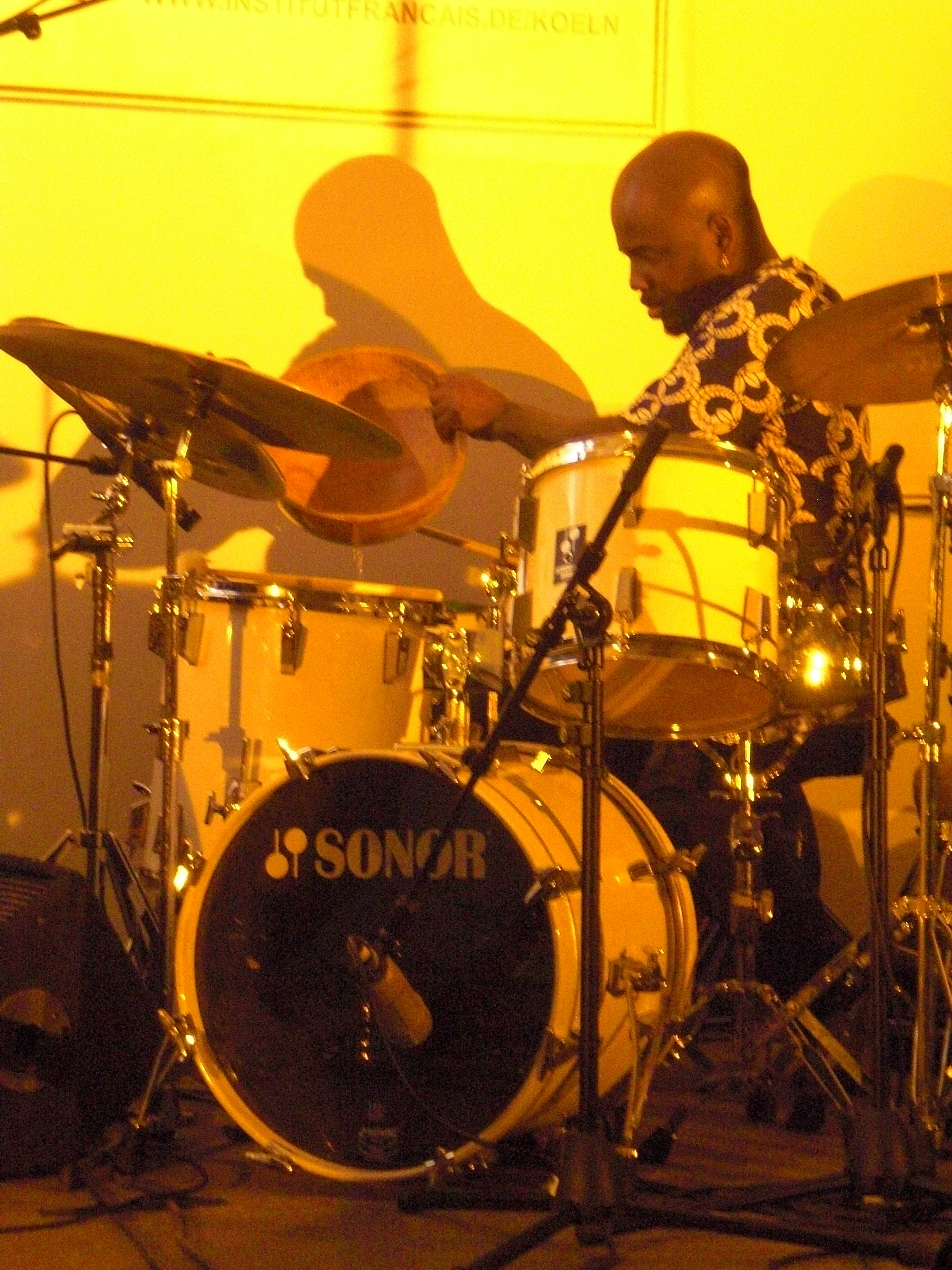
Emile Biayenda beim Vive Le Jazz-Festival 2011 im Institut Français Köln

Jean-Emile „Goldfinger“ Biayenda (* 1965 in Brazzaville) ist ein kongolesischer Jazzperkussionist.
Biayenda widmete sich gegen den Willen seines Vaters bereits als Jugendlicher dem traditionellen Trommelspiel seiner Heimat und modernen Perkussionsinstrumenten und tourte erstmals 1982 mit einem Sänger durch Brazzaville. In den folgenden Jahren vervollkommnete er seine Instrumentaltechnik in Porto Negre.
1986 kehrte er nach Brazzaville zurück, wo er sich dem Jazz zuwandte und u. a. mit Ziggy Marley, Alvin Queen und Francis Lassus auftrat. Letztere luden ihn und zwölf weitere kongolesische Musiker zu einem Festival nach Frankreich ein, dem weitere Konzerte folgten. Ende der 1980er Jahre studierte er intensiv die Trommelkunst verschiedener Stämme im Kongo.
1991 leitete Biayenda einen Perkussionsworkshop in Brazzaville, aus dem eine feste Gruppe hervorging, die Tambours di Brazza. Diese traten zwei Jahre lang mit großem Erfolg in Brazzaville auf. Die erste internationale Tournee führte die Gruppe ins südliche Afrika. Beim Kunstfestival in Abidjan, Elfenbeinküste, erhielt die Gruppe Einladungen nach Europa und Amerika. Zur gleichen Zeit schloss sich Biayanda dem Jazzquartett Mic Mac und dem Sextett Africa Brass an.
1994 trat er mit den Tambours di Brazza erstmals bei einem Tanz- und Trommelfestival in Paris auf; seitdem ist die Gruppe praktisch pausenlos auf Tournee.

## Diskographie
- Les Tambours di Brazza: Congo Drums, 1994
- Les Tambours di Brazza: Zangoula, 2000
- Wendo Kolosoy: Amba, 2002
- Rumbanella Band: El Congo: Congolese Rumba, 2002
- Benoît Delbecq Unit: Phonetics, 2003
- Les Tambours di Brazza: Tandala, 2004
- Rejeri: Sofera, 2006
- Mounira Mitchala: Talou Lena, 2006–07
- Malouma: Nour, 2007
- Wendo Kolosoy: Very Best of Congolese Rumba, 2008
- Les Tambours di Brazza: Brazza, 2008
- Benoît Delbecq: The Sixth Jump  mit Jean-Jacques Avenel, 2008